# Inferno (album av Motörhead)
Inferno, hårdrocksgruppen Motörheads artonde album, utgivet 2004.

## Låtlista
1. Terminal Show
2. Killers
3. In the Name of Tragedy
4. Suicide
5. Life's a Bitch
6. Down on Me
7. In the Black
8. Fight
9. In the Year of the Wolf
10. Keys to the Kingdom
11. Smiling like a Killer
12. Whorehouse Blues